# جاسبر ناغي
جاسبر ناغي (بالمجرية: Nagy Gáspár)‏ هو كاتب وشاعر مجري، ولد في 4 مايو 1949 في Bérbaltavár ‏ في المجر، وتوفي في 4 يناير 2007 في بودابست في المجر.